# Kenneth Whyld
Kenneth Whyld (6 de març de 1926 – 11 de juliol de 2003) fou un historiador i escriptor d'escacs britànic, conegut especialment com a coautor (amb en David Hooper) de The Oxford Companion to Chess, un dels principals llibres de referència en historiografia escaquística en anglès.
Whyld fou un fort jugador d'escacs aficionat. Va participar en el Campionat d'escacs de la Gran Bretanya el 1956, i va guanyar el campionat regional de Nottinghamshire. A partir d'aquell moment, va dedicar-se principalment a tasques en Tecnologies de la Informació i la Comunicació, alhora que escrivia llibres d'escacs i feia recerca sobre història dels escacs.
A banda de The Oxford Companion to Chess, Whyld va escriure d'altres obres de referència en el món dels escacs, com Chess: The Records (1986), com a annex al Llibre Guinness de Rècords, i la recopilació de partides The Collected Games of Emanuel Lasker (1998). També va investigar temes més difusos; per exemple, va publicar Alekhine Nazi Articles (2002), sobre els articles de propaganda nazi suposadament escrits pel campió del món d'escacs Aleksandr Alekhin, i les obres bibliogràfiques Fake Automata in Chess (1994) i Chess Columns: A List (2002).
Des del 1978 fins a la seva mort el 2003, Whyld va escriure les Quotes and Queries, una columna dins la publicació British Chess Magazine.
Poc després de la mort de Whyld, es fa fundar la “Ken Whyld Association”, amb la intenció de compilar una completa bibliografia d'escacs en format de base de dades, i també per promoure l'estudi de la història dels escacs.
La biblioteca de Whyld fou posteriorment venuda al Musée Suisse du Jeu, situat a la vora del Llac Léman a Suïssa (tal com indica el número 152 de la publicació EG). Segons la British Chess Variants Society, entre el llegat de la biblioteca de Ken Whyld al Museu Suís del Joc s'hi troba molt del material inèdit relacionat amb la recerca de l'investigador britànic David Pritchard sobre els escacs i les seves variacions.